# 1153 dans les croisades
Cette page regroupe les évènements concernant les Croisades qui sont survenus en 1153 :
- 11 janvier : Baudouin III met le siège devant Ascalon[1].
- avril : Renaud de Châtillon épouse Constance princesse d'Antioche[2].
- 16 août : mort de Bernard de Tramelay, grand maître de l'Ordre du Temple[3].
- 19 août : Baudouin III prend Ascalon aux Égyptiens[2].
- Renaud de Châtillon, prince d'Antioche, prend Alexandrette à Thoros Ier, prince de l'Arménie Cilicienne[4].